# ごみゼロの日
ごみゼロの日（ごみゼロのひ）とは、日本で美化活動とともに、ごみの減量化と再資源化を促す啓発活動を実施するための記念日。
1982年（昭和57年）、関東地方知事会関東地方環境対策推進本部空き缶等問題推進委員会が提唱した関東地方環境美化運動の日（通称「ごみゼロの日」）に由来する。毎年5月30日。これは、「ご（5）、み（3）、ゼロ（0）」の語呂合わせである。
元々は関東地方統一美化キャンペーンとして実施されたものだったが、環境美化運動の一環として各地に広まり、1993年（平成5年）に厚生省（当時）が制定したごみ減量化推進週間の初日とされた。
当初は空き缶の持ち帰り及び不法投棄防止の呼びかけと一斉清掃の実施を呼びかけていたが、社会情勢の変化から廃棄物の再生利用推進の啓発も併せて行われるようになった。
空き缶等問題推進委員会は1983年度（昭和58年度）に解散したが、1984年（昭和59年）には空き缶等環境美化推進連絡協議会が設置され、1997年（平成9年）には関東甲信越静美化推進連絡協議会に名称変更された。